# Paweł Stwiertnia
Paweł Stwiertnia (1854 – 18. února 1923 Krakov) byl rakouský politik polské národnosti z Haliče, na počátku 20. století poslanec Říšské rady.

## Biografie
Zastával funkci inspektora rakouských státních drah.
Byl také poslancem Říšské rady (celostátního parlamentu Předlitavska), kam usedl doplňovacích volbách do Říšské rady roku 1900 (20. prosince) za kurii městskou v Haliči, obvod Stanislavov - Tysmenycja atd. Nastoupil 18. května 1900 místo Leona Bilinského. Mandát obhájil ve volbách do Říšské rady roku 1901. Do parlamentu se dostal i ve volbách do Říšské rady roku 1907, konaných poprvé podle všeobecného a rovného volebního práva. Uspěl za obvod Halič 14. V rejstříku poslanců v období 1897–1901 se uvádí jako Paul Stwiertnia, vrchní inženýr c. k. státních drah, bytem Stanislavov.
Ve volbách roku 1901 je uváděn jako oficiální polský kandidát, tedy kandidát parlamentního Polského klubu. I po volbách roku 1907 usedl do Polského klubu. V rámci Polského klubu patřil k demokratické frakci. Byl místopředsedou Polského klubu.
Zemřel v dubnu 1923.